# Ауд-Вюлвен
Ауд-Вюлвен (нід. Oud-Wulven) — селище в нідерландській провінції Утрехт. Входить до муніципалітету Гаутен.
До 1811 року мало статус окремого муніципалітету.

## Галерея

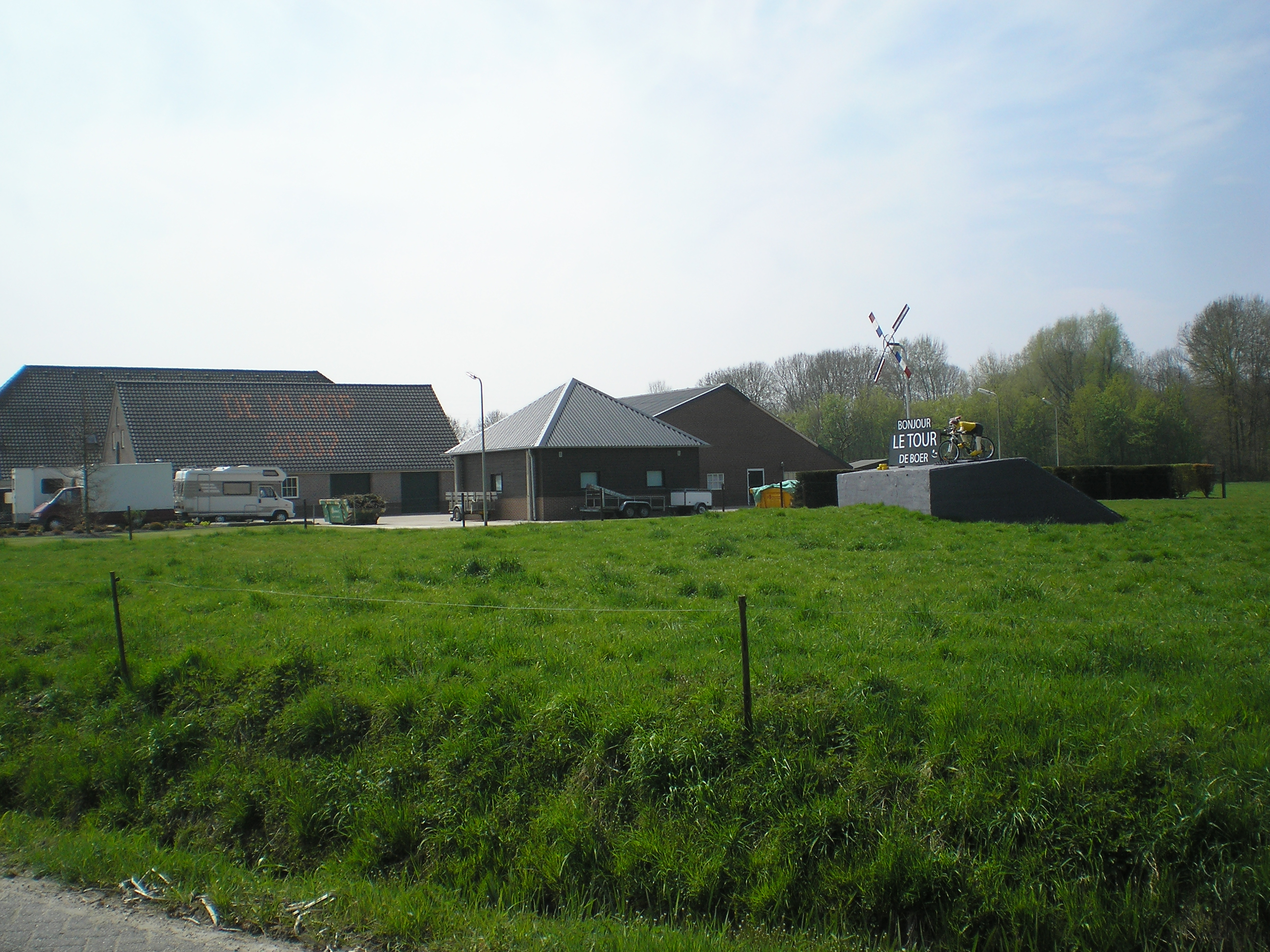
Ферма в Ауд-Вюлвені
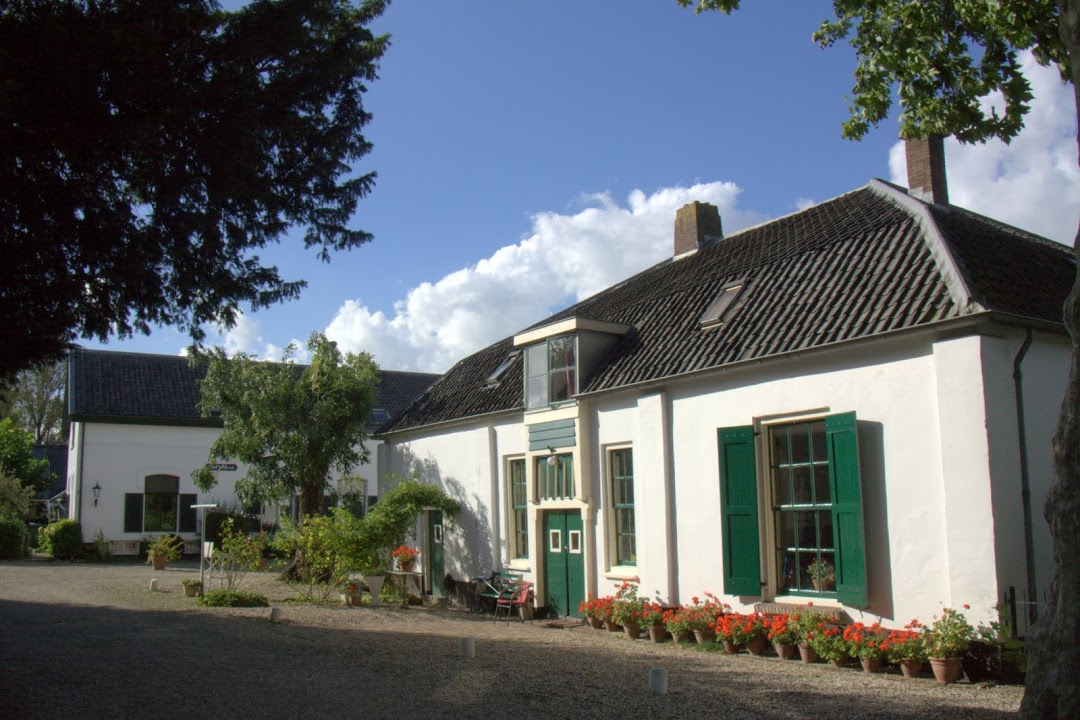
Будинок у селищі
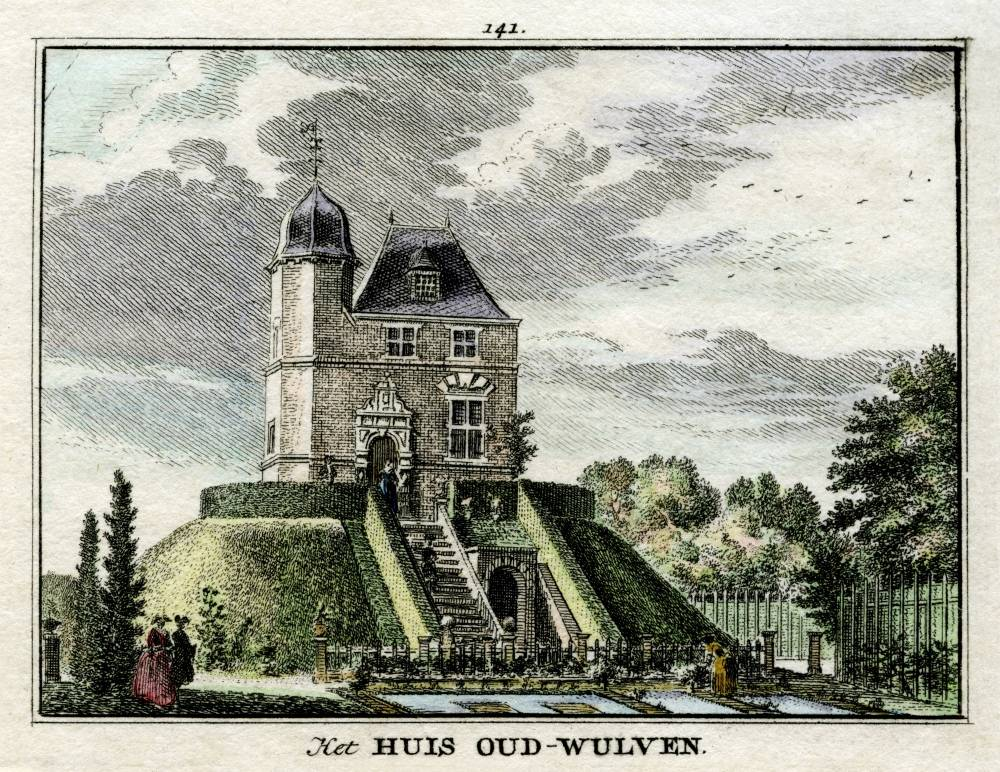
Малюнок замку Ауд-Вюлвен (1745-1774)
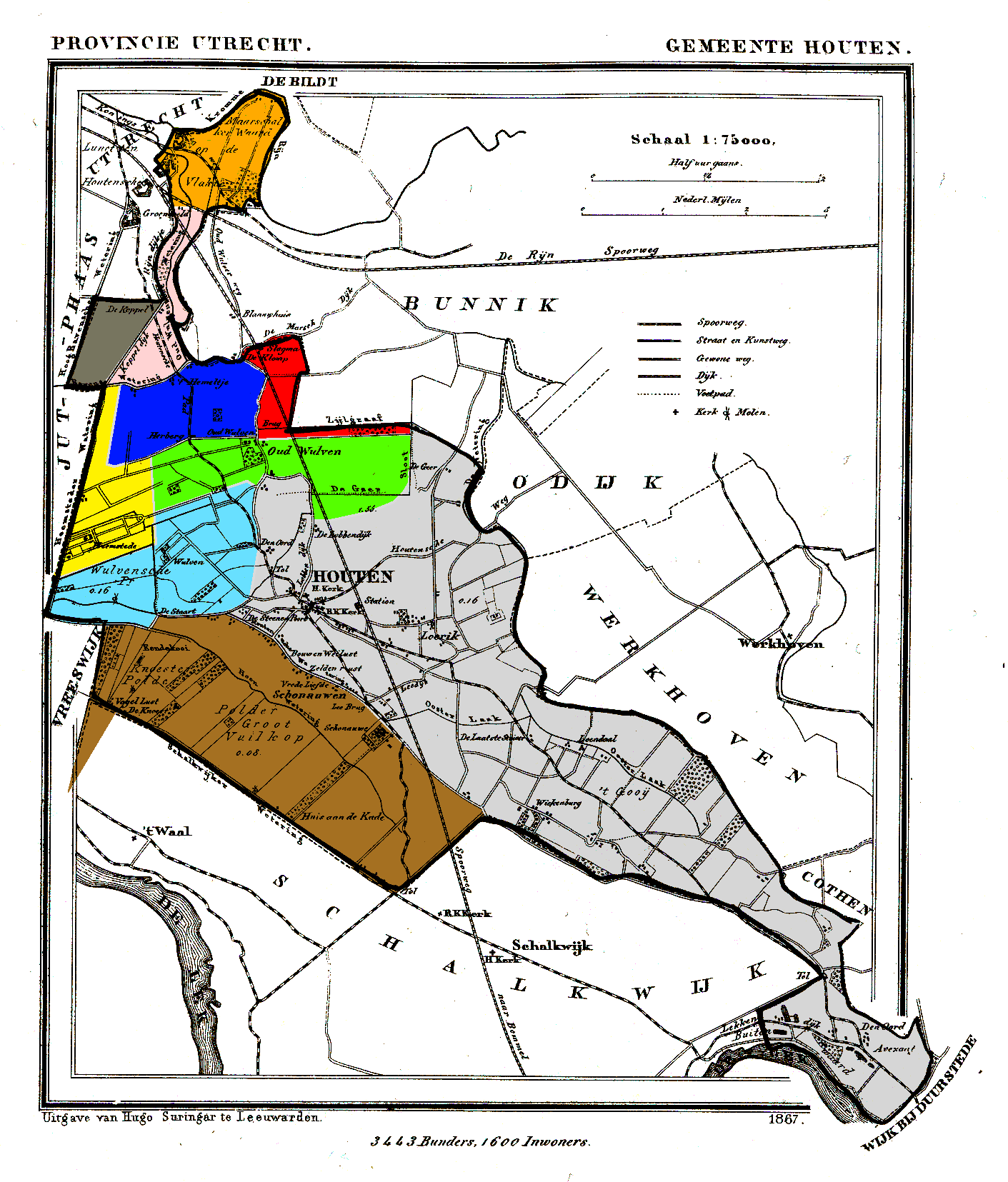
Ауд-Вюлвен (зеленим) на мапі муніципалітету Гаутен (1868)